# Saint-Bonnet-le-Chastel

Saint-Bonnet-le-Chastel este o comună în departamentul Puy-de-Dôme, Franța. În 1 ianuarie 2022 avea o populație de 205 de locuitori.